# Roger Strickland
Roger W. Strickland (Jacksonville, 4 settembre 1940 – Jacksonville, 2 febbraio 2011) è stato un cestista statunitense.

## Carriera
Dopo una stagione alla University of Notre Dame e tre alla Jacksonville University, venne selezionato al primo giro del Draft NBA 1963 come prima scelta (ottava assoluta) dai Los Angeles Lakers. Venne poi girato ai Baltimore Bullets, con cui esordì il 16 ottobre 1963.